# 江子五
江子五（？—548年），济阳郡考城县人，南朝梁军事人物，奉朝請江法成之子，江子一、江子四之弟，梁末为东宫直殿主帅。
太清二年（548年），侯景之乱，包围建康，江子一请求皇太子蕭綱，在侯景軍完成包围之前出击。江子五与兄江子一、江子四率百余人，开承明门挑战侯景軍。身先士卒，抽戈独进，侯景軍夹攻，兄弟三人相次战死。侯景之乱平定后，梁元帝追贈江子五为中書侍郎，谥烈子。